# GENCODE
GENCODE es un proyecto científico de investigación de genomas que forma parte de la plataforma ENCODE (del inglés ENCyclopedia Of DNA Elements). El consorcio GENCODE se creó inicialmente como una parte de la fase piloto del proyecto ENCODE, para identificar y mapear todos los genes codificantes de proteínas de las regiones ENCODE (aproximadamente un 1% del genoma humano).
Tras el éxito obtenido en esta primera fase, GENCODE pretende crear ahora una “Enciclopedia de genes y variantes genéticas” identificando todas las características genéticas del genoma humano y de ratón, mediante una combinación de análisis computacional, anotación manual y validación experimental. También tiene como objetivo anotar todas las características de los genes de todo el genoma humano con la máxima precisión posible. El resultado será una recopilación de anotaciones, que incluirá todos los loci que codifican para proteínas con variantes transcritas alternativamente, loci no codificantes con tránscritos encontrados y pseudogenes.
Los genes de GENCODE se utilizan como genes de referencia en todo el consorcio ENCODE, además de en otros muchos proyectos, como es el caso de: el Human Cell Atlas (HCA), Genotype-Tissue Expression (GTEx), The Cancer Genome Atlas (TCGA), International Cancer Genome Consortium (ICGC), NIH Roadmap Epigenomics Mapping Consortium, Blueprint Epigenome Project, Exome Aggregation Consortium (EXAC), Genome Aggregation Database (gnomAD) y 1000 Genomes Project.

## En la actualidad
Actualmente GENCODE sigue avanzando hacia sus objetivos en la fase 2 del proyecto, que son:
- Continuar aumentando la extensión y la precisión con la que se presentan los genes humanos en GENCODE, mediante la mejora y la extensión de la anotación de todas las características de genes basadas en la evidencia. Esto incluye loci que codifican para proteínas con variantes con splicing alternativo, loci no codificantes y pseudogenes.
- Crear un set de genes de ratón en GENCODE que incluya regiones que codifican para proteína asociados a variantes con splicing alternativo, loci no codificantes con evidencia de tránscritos y pseudogenes.

Las últimas versiones (2020) de anotaciones son la GENCODE 36 para genes humanos, que utiliza el genoma de referencia humano GRCh38, y la GENCODE M25 para el genoma de ratón. Además, desde septiembre de 2009, el proyecto Ensembl utiliza la base de datos GENCODE, y por tanto cada nuevo lanzamiento de GENCODE se corresponde con una actualización de Ensembl.

## Historia

### Septiembre 2003

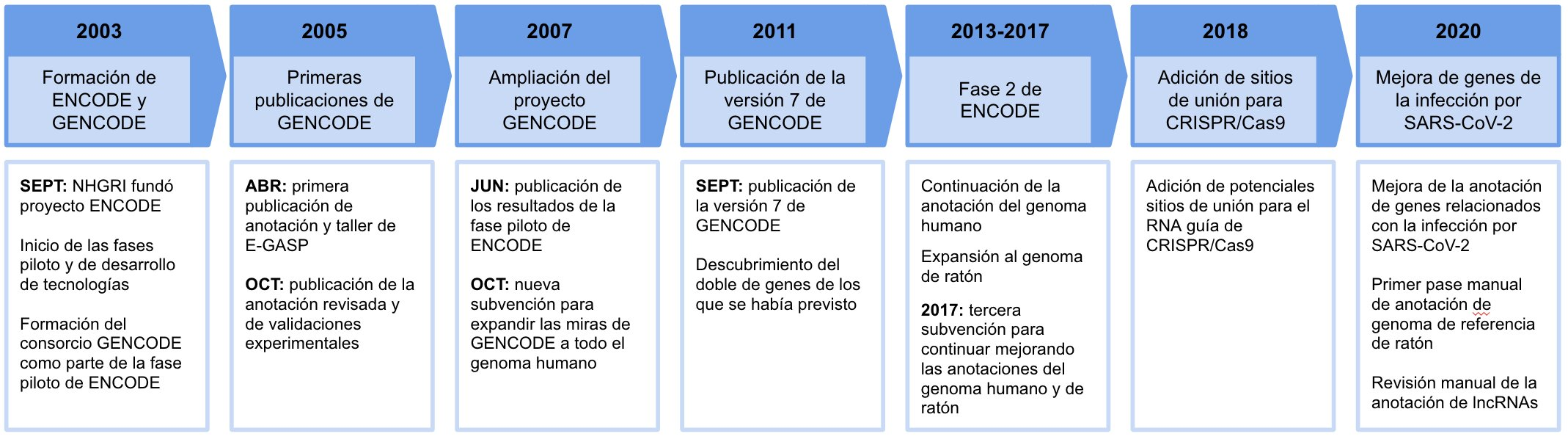
Línea temporal del proyecto GENCODE (2003-2020)

El NHGRI (del inglés National Human Genome Research Institute) inició un consorcio de investigación pública llamado ENCODE, la “Enciclopedia de los elementos de DNA”, con el objetivo de identificar todos los elementos funcionales en la secuencia del genoma humano. Este proyecto se diseñó con 3 fases: piloto, desarrollo tecnológico y fase de producción. La fase piloto se centró en investigar en profundidad, computacional y experimentalmente, 44 regiones de un total de 30Mb de secuencia (aproximadamente un 1% del genoma humano). Además, es en este momento cuando se crea el consorcio GENCODE, para identificar y mapear todos los genes que codifican para proteínas presentes en las regiones ENCODE. Los resultados de las primeras dos fases fueron planteados para poder determinar el mejor camino de cara al análisis del 99% restante del genoma humano de forma eficiente y comprensiva en la fase de producción.

### Abril 2005
La primera anotación de las 44 regiones ENCODE fue publicada el 29 de abril de 2005 y se usó en el primer taller del ENCODE Genome Annotation Assessment Project (E-GASP). El primer lanzamiento de GENCODE contenía 416 loci conocidos, 26 nuevas secuencias codificantes de DNA (CDS, inglés coding DNA sequence), 82 nuevos loci de tránscritos, 78 loci putativos, 104 pseudogenes procesados y 66 pseudogenes no procesados.

### Octubre 2005
Esta anotación fue actualizada (lanzamiento 02) el 14 de octubre de 2005, y contenía nuevos descubrimientos de validaciones experimentales por medio de las técnicas RACE (del inglés Rapid amplification cDNA ends) y RT-PCR. En total se añadieron 411 loci conocidos, 30 nuevos loci CDS, 81 nuevo loci con tráscrito, 83 loci putativos, 104 pseudogenes procesados y 66 pseudogenes no procesados.

### Junio 2007
Se publicaron las conclusiones del proyecto piloto. Estos descubrimientos resaltaron el éxito de dicho proyecto en crear una plataforma y nuevas tecnologías para caracterizar elementos funcionales en el genoma humano, abriendo un camino para la investigación en estudios del genoma completo.

### Octubre 2007
El NHGRI concedió una subvención al Wellcome Trust Sanger Institute por sus buenos resultados en la fase piloto con el 1% del genoma. Esta subvención permitiría realizar una ampliación del proyecto GENCODE para integrar la anotación de las características de genes. Esta nueva inversión fue parte del esfuerzo del NHGRI por avanzar el Proyecto ENCODE a la fase de producción en el genoma entero.

### Diciembre 2011
Se lanzó la versión GENCODE 7, que combinaba la anotación genética manual del Análisis y Anotación de Humanos y Vertebrados (HAVANA, por sus siglas en inglés) y la última anotación automática de  Ensembl  (Ensembl 62). En el momento de su publicación, GENCODE 7 era la anotación más exhaustiva de loci de RNA largos no codificantes (lncRNA) disponible. El consorcio GENCODE publicó un artículo discutiendo los resultados de esta versión en septiembre de 2012.

### 2013 - 2017
Tras el éxito de la nueva anotación definitiva de elementos funcionales del genoma humano, el grupo de GENCODE recibió una segunda subvención en 2013 y una tercera en 2017, para continuar con su trabajo de anotación y amplió sus esfuerzos al genoma del ratón. Se esperaba que los datos de anotación del genoma del ratón permitieran estudios comparativos entre este y el humano, para mejorar la calidad de anotación de ambos.

### 2018
Una de las últimas adiciones es el seguimiento de CRISPR/Cas9 en construcciones genómicas de humanos y de organismos modelo. La técnica CRISPR/Cas9 de edición de genomas depende de la presencia de secuencias de RNA guía que se unen a la región a editar con elevada especificidad. La nueva herramienta de GENCODE está diseñada para ayudar a encontrar la secuencia de RNA guía apropiada, mediante una lista de potenciales sitios de unión para el complejo CRISPR/Cas9 que se encuentran cerca (entre 0 y 200 pares de bases) de regiones codificantes. Para cada sitio, se dan las posibles secuencias guía junto con una predicción de su eficiencia y puntuaciones de especificidad. También se da información sobre potenciales sitios de unión inespecífica para cada secuencia guía, según el número de mismatches que haya entre el sitio inespecífico y la secuencia guía.

### 2020 - Actualidad
Se introdujeron mejoras en la infraestructura del sistema de anotaciones, en las herramientas bioinformáticas y en el análisis, tanto para genoma humano como de ratón. Algunas de estas fueron: la compleción del primer pase manual de anotación del genoma de referencia de ratón, el inicio de proyectos colaborativos para conseguir la convergencia entre diferentes bases de datos de anotación para genes codificantes de proteínas en humanos y ratones, y la compleción de la primera anotación de lncRNAs supervisada manualmente. Además, se ha trabajado en la mejora de la anotación de genes asociados con la infección por SARS-CoV-2, el virus causante de la pandemia de COVID-19.

## Participantes principales

### Instituciones
Los participantes principales de GENCODE se han mantenido relativamente consistentes a lo largo de sus fases, siendo el Wellcome Trust Sanger Institute el que lidera los esfuerzos del proyecto.
A continuación se incluye un resumen de las principales instituciones que contribuyeron en cada fase:
| GENCODE Fase piloto | GENCODE Fase de ampliación                                            | GENCODE Fase 2 (Actual)                                               |  |
| Wellcome Trust Sanger Institute, Cambridge, Reino Unido - Equipo 16: Población y Genómica Comparativa - Equipo 71: Informática (Principalmente el grupo de anotación HAVANA) | Wellcome Trust Sanger Institute, Cambridge, Reino Unido               | Wellcome Trust Sanger Institute, Cambridge, Reino Unido               |  |
| Institut Municipal d'Investigació Mèdica (IMIM), Barcelona, Cataluña, España                                                                                                 | Centre de Regulació Genòmica (CRG), Barcelona, Cataluña, España       | Centre de Regulació Genòmica (CRG), Barcelona, Cataluña, España       |  |
| Universidad de Ginebra, Suiza | Universidad de Lausanne, Suiza                                        | Universidad de Lausanne, Suiza                                        |  |
| Universidad de Washington (WashU), St Louis, EE. UU. | Universidad de California Santa Cruz (UCSC), EE.UU.                   | Universidad de California, Santa Cruz (UCSC), California, EE.UU.      |  |
| Universidad de California, Berkeley, EE.UU. | Instituto de Tecnología de Massachusetts (MIT), Boston, EE.UU.        | Instituto de Tecnología de Massachusetts (MIT), Boston, EE.UU.        |  |
| Instituto Europeo de Bioinformática, Hinxton, Reino Unido | Universidad de Yale, New Haven EE.UU.                                 | Universidad de Yale, New Haven, EE.UU.                                |  |
| | Centro Nacional de Investigaciones Oncológicas (CNIO), Madrid, España | Centro Nacional de Investigaciones Oncológicas (CNIO), Madrid, España |  |
| | Universidad de Washington (WashU), St Louis, EE.UU.                   |                                                                       |  |

### Participantes, PI y Co-PIs[6]
- Paul Flicek (Lead PI), EMBL European Bioinformatics Institute, Cambridge, Reino Unido
- Roderic Guigo (PI), Centre de Regulació Genòmica (CRG), Barcelona, Cataluña, España
- Manolis Kellis (PI), Massachusetts Institute of Technology (MIT), Boston, Estados Unidos
- Mark Gerstein (PI), Yale University, New Haven, Estados Unidos
- Benedict Paten (PI), University of California, Santa Cruz, California, Estados Unidos
- Michael Tress, Spanish National Cancer Research Centre (CNIO), Madrid, España
- Jyoti Choudhary, Institute of Cancer Research (ICR), London, Reino Unido

## Estadísticas
Desde su creación, GENCODE ha publicado 36 versiones de anotaciones del genoma humano, además de pequeñas actualizaciones adicionales.
Debajo se muestran las estadísticas principales de la anotación del genoma humano en GENCODE en la versión 36 (2020):
| Categorías                                                     | Total  | Categorías                                         | Total   |
| -------------------------------------------------------------- | ------ | -------------------------------------------------- | ------- |
| Número total de genes                                          | 60 660 | Número total de tránscritos                        | 232 117 |
| Genes que codifican para proteína                              | 19 962 | Tránscritos codificantes para proteína             | 85 269  |
| Genes de lncRNA                                                | 17 958 | - Totalmente codificantes                          | 59 269  |
| Genes de sncRNA (del inglés, small non-coding RNA)             | 7 569  | - Parcialmente codificantes                        | 26 000  |
| Pseudogenes                                                    | 14 761 | Tránscritos degenerados por mutaciones sin sentido | 17 378  |
| - Pseudogenes procesados                                       | 10 669 | Tránscritos de loci de lncRNA                      | 48 734  |
| - Pseudogenes no procesados                                    | 3 554  |                                                    |         |
| - Pseudogenes unitarios                                        | 236    |                                                    |         |
| - Pseudogenes polimórficos                                     | 48     |                                                    |         |
| - Pseudogenes                                                  | 18     |                                                    |         |
| Segmentos genéticos del receptor de inmunoglobulinas/células T | 645    | Número total de traducciones distintas             | 63 058  |
| - Segmentos de codificación de la proteína                     | 409    | Genes con más de una traducción                    | 13 685  |
| - Pseudogenes                                                  | 236    |                                                    |         |

Gracias a los avances en técnicas de secuenciación, como RT-PCR-seq, al aumento de la cobertura de las anotaciones manuales (HAVANA), y las mejoras en algoritmos de anotación automática con Ensembl, la precisión de las anotaciones en GENCODE se ha ido refinando continuamente a lo largo de los distintos lanzamientos.

## Metodología

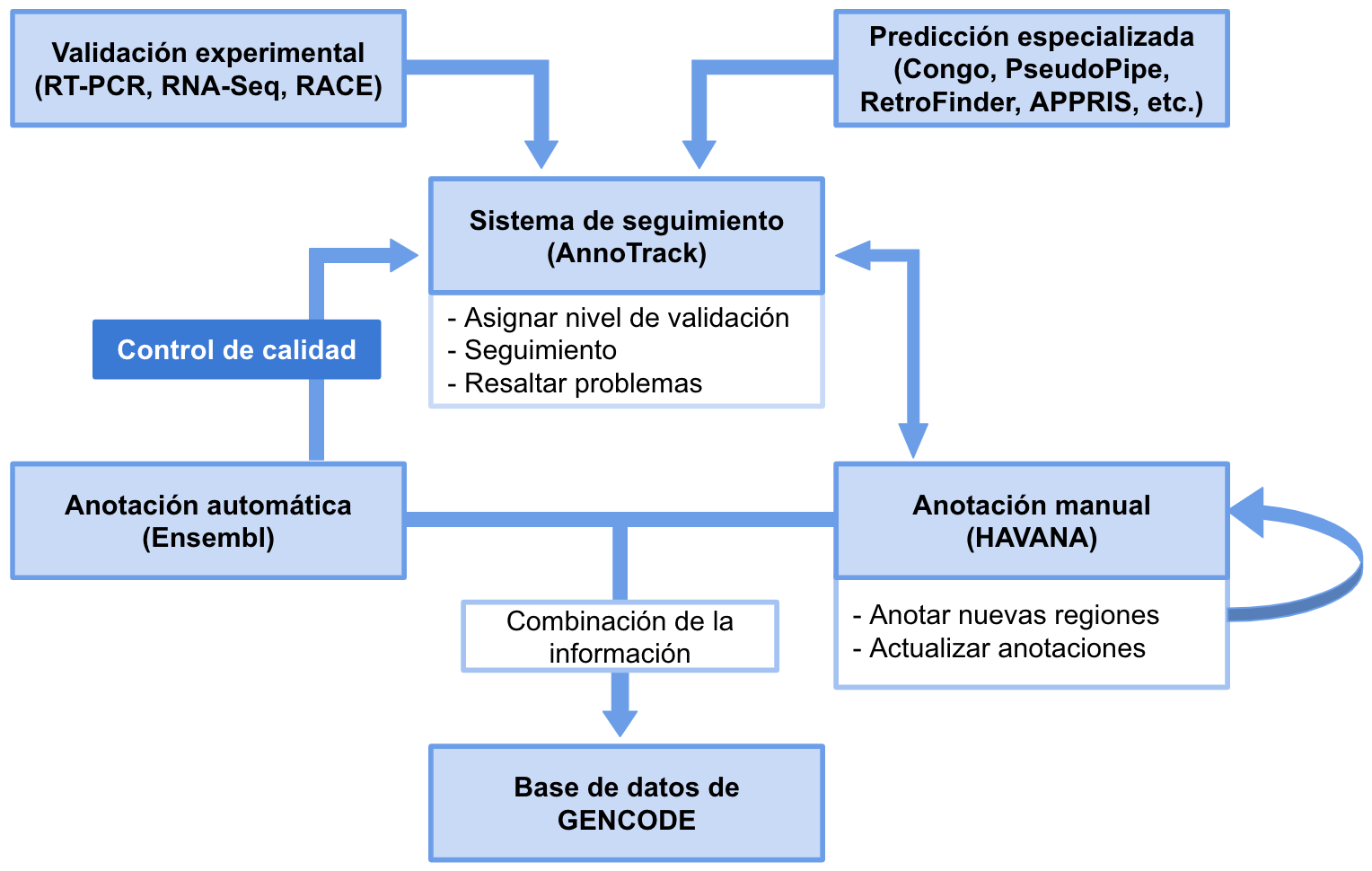
Diagrama de las herramientas de GENCODE. Se muestra el flujo de datos entre la anotación manual y la anotación automática a través de herramientas de predicción especializadas. Los modelos genéticos anotados están sujetos a validación experimental, y el sistema de seguimiento AnnoTrack contiene información de todas esas fuentes y se usa para resaltar las diferencias, coordinar los controles de calidad y hacer el seguimiento de los resultados. Los procesos de anotación manual y automática son los que producen la base de datos de GENCODE, y se usan para el control de calidad de la anotación completa.

El proceso general para crear una anotación de GENCODE incluye trabajo manual, análisis computacionales y enfoques experimentales específicos. Los loci putativos se pueden verificar en un laboratorio experimental y las predicciones computacionales se analizan manualmente.  Actualmente, para asegurar que la anotación cubre el genoma completo y no solo regiones que han sido anotadas manualmente, se fusionan los datos de anotaciones manuales de HAVANA junto con las correspondientes anotaciones automáticas obtenidas de Ensembl.  Este proceso también añade predicciones únicas de CDS de tamaño completo para proporcionar la anotación más precisa y actualizada posible del genoma.

### Anotación automática (Ensembl)
Los tránscritos Ensembl son producto de su sistema anotación automática. Todos ellos están basados en evidencia experimental, y por lo tanto la información automatizada se basa en  mRNAs y secuencias de proteínas depositadas en bases de datos públicas.
Además, se incluyen:
- Los niveles 1 y 2 de proteínas de UniProt
- Las regiones no traducidas (UTR, del inglés Untranslated Regions)
- RNA intergenómico no codificante (lincRNA por sus siglas en inglés: long intergenomic non-coding RNA)
- Genes, que se anotan usando una combinación de secuencias de cDNA e información regulatoria del proyecto Ensembl
- RNAs cortos no codificantes, anotados usando los datos para RNA no codificante de Ensembl

### Anotación manual (grupo HAVANA)
La principal aproximación a la anotación de genes manual es anotar los tránscritos alineados con el genoma y tomar las secuencias genómicas como referencia, en lugar de los cDNAs, ya que con la secuencia genómica se pueden predecir más variantes de splicing alternativo que con cDNA y permiten un análisis más exhaustivo de los pseudogenes.  La secuencia genómica final se analiza usando datos de Ensembl modificados.
Hay diversos grupos de análisis en el consorcio GENCODE que trabajan en herramientas de mejora de la asistencia para anotaciones manuales en el momento de producir modelos en regiones sin anotar, así como para identificar potenciales regiones que no se hayan anotado o que se hayan anotado incorrectamente, incluyendo loci, isoformas, sitios de splicing y biotipos incorrectos. Esta información se devuelve a los anotadores manuales usando el sistema de seguimiento AnnoTrack.
Algunas de estas herramientas usan información de otros subgrupos de ENCODE, incluyendo información de RNASeq y modificación de histonas, entre otros. Los datos de RNASeq son importantes como nueva fuente de evidencia, pero la generación de modelos genéticos completos a partir de ellos es complicado. Como parte de GENCODE, se realizó un concurso para determinar la calidad de las predicciones producidas por diversas herramientas de predicción que usaban RNAseq (ver RGASP más abajo). Para confirmar algunos modelos inciertos, GENCODE también tiene una herramienta de validación experimental usando secuenciación de RNA y RACE (del inglés rapid amplification of cDNA ends).

### Fusión Ensembl/HAVANA
Durante el proceso de fusión, todos los modelos de tránscritos de HAVANA y Ensembl se comparan, primero solapando los exones codificantes en una misma hebra, y después mediante comparaciones por pares de cada exón en un conjunto de tránscritos. El módulo usado para fusionar el conjunto de información genética es HavanaAdder. Si alguna anotación descrita en los sets de información externa no se encuentra en la anotación manual, entonces se almacena en el sistema AnnoTrack para que sea revisada.

### Valoración de la calidad
Para GENCODE 7, a los modelos de tránscritos se les asigna un nivel elevado o bajo de soporte basado en un nuevo método desarrollado para puntuar la calidad de los tránscritos. Este método se basa en alineamientos de mRNA y de EST proporcionados por la UCSC y Ensembl. Los alineamientos de mRNA y EST se comparan con los tránscritos de GENCODE, y los tráscritos se puntúan de acuerdo con el alineamiento en su longitud completa. Las anotaciones se dividen en las producidas por el proceso automatizado, por el método manual y las anotaciones combinadas, donde ambos procesos resultan en la misma anotación.

### Métodos generales utilizados en GENCODE 7
GENCODE 7 fue la versión lanzada en diciembre de 2010. Fue la primera en la que se hizo una reconstrucción completa desde su creación, usando Ensembl  y fusionando los datos con los de HAVANA, como se hace en cada actualización. En el momento de su publicación, GENCODE 7 era la anotación más exhaustiva de loci de RNA largos no codificantes (lncRNA) disponible.
Amplificación, secuenciación, mapeo y validación de la unión exón–exón
Se generó cDNA de doble cadena de ocho tejidos humanos (cerebro, corazón, riñón, testículo, hígado, bazo, pulmón y músculo esquelético) con una amplificación de cDNA. El DNA purificado se utilizó directamente para generar una biblioteca de secuenciación con el '' Kit de preparación de muestras de DNA genómico '' (Illumina). 
A continuación, esta biblioteca fue secuenciada en una plataforma Genome Analyzer 2 de Illumina. Se obtuvieron lecturas de 35 o 75 nucleótidos y entonces se mapearon sobre el genoma humano de referencia (hg19) y sobre los amplicones con splicing predichos usando el software Bowtie. 
Para validar un sitio de splicing en un tránscrito, se consideraron sólo las lecturas mapeadas una sola vez y sin ningún mismatch. Para lecturas de 35 y 75 nucleótidos, las uniones de splicing se validaron cuando había un mínimo de 10 lecturas con al menos 4 y 8 nucleótidos, respectivamente, en cada lado del punto de rotura.
Análisis PhyloCSF
Se usó PhyloCSF para identificar potenciales nuevos genes codificantes en tránscritos modelo de RNA-seq, basándose en marcadores evolutivos. Para cada tránscrito modelo generado por la información obtenida de Illumina HBM usando Exonerate o Scripture, se generó un alineamiento de mamífero extrayendo el alineamiento de cada exón de los alineamientos de vertebrados de la UCSC, que incluye a 33 mamíferos placentarios.
APPRIS (CNIO)
APPRIS es un sistema que presenta un rango de métodos computacionales para proporcionar valor a las anotaciones del genoma humano. También selecciona una de las CDS para cada gen como isoforma principal. Además, define la principal variante mediante la combinación de proteínas estructurales e información funcional con datos de la conservación de las especies relacionadas. El servidor APPRIS se usa en el contexto de la escalada del proyecto ENCODE para anotar el genoma humano, pero también se usa en otras especies como ratón, rata y pez cebra. La herramienta se compone de módulos separados que combinan la estructura y la función de una proteína con evidencia evolutiva. Cada módulo está implementado como un servicio web separado.

## Uso/Acceso
La versión actual del GENCODE humano (GENCODE versión 36) incluye archivos de anotación (en formato GTF y GFF3), archivos FASTA y archivos METADATA asociados con la anotación de GENCODE en todas las regiones genómicas (cromosomas de referencia/ patches/ scaffolds/ haplotipos). La información de la anotación se traslada a cromosomas de referencia y se almacena en archivos separados que incluyen: anotación genética, características PolyA anotadas por HAVANA, pseudogenes (retrotranspuestos o no) predichos por las herramientas de Yale y UCSC pero no por HAVANA, lncRNAs, y estructuras tRNA predichas por tRNA-Scan.

### Definición del nivel
Cada gen en la base de datos de GENCODE se clasifica en tres niveles según el tipo de anotación:
- Nivel 1 (loci verificados): incluye tránscritos que han sido anotados manualmente y validados experimentalmente por RT-PCR-seq, y pseudogenes que han sido validados por distintas metodologías.

- Nivel 2 (loci anotados manualmente): contiene tránscritos que han sido anotados manualmente solo por HAVANA, y tránscritos que han sido fusionados con modelos producidos por la herramienta automática Ensembl.

- Nivel 3 (loci anotados automáticamente): indica predicciones de tránscritos y pseudogenes generados por la herramienta automática de anotación de Ensembl.

### Definición de estados de genes y tránscritos
A los genes y tránscritos se les asigna el estatus “conocido”, “nuevo” o “putativo” dependiendo de su presencia en otras bases de datos principales y de la evidencia usada para construir sus componentes:
- Conocidos: representados en la base de datos del HUGO Gene Nomenclature Committee (HGNC) y en RefSeq.

- Nuevos: actualmente no representados en las bases de datos de HGNC ni RefSeq, pero bien respaldados por evidencia de especificidad de locus, o por evidencia de tránscrito escasa.

- Putativos: actualmente no representados en las bases de datos de HGNC ni RefSeq, pero apoyados por evidencia de tránscrito escasa.

### Navegador de genomas Biodalliance
La web de GENCODE también contiene un buscador de genomas para humano y ratón donde se puede llegar a cualquier región genómica sabiendo el número del cromosoma y la posición de inicio y final (ejemplo: 22:30,700,000..,30,900,000), así como con la identificación del tránscrito o del gen en Ensembl (con o sin versión), o con el nombre del gen. Este navegador lo proporciona Biodalliance.

## Retos

### Concepto de "gen"
El concepto de “gen” nunca ha sido una cuestión trivial, pues ha contado con numerosas definiciones y nociones propuestas a lo largo de los años desde que se descubrió el genoma humano. Inicialmente, a principios del siglo XX, los genes se concebían como unidades discretas de herencia; más adelante se pensó en ellos como el “mapa” de la síntesis de proteínas, y recientemente, se definieron como el código genético que se transcribe a RNA. A pesar de que la definición de gen ha evolucionado mucho a lo largo del último siglo, ha permanecido como motivo de controversia entre muchos investigadores. Con la llegada del proyecto ENCODE/GENCODE, se han ido desvelando aspectos incluso más problemáticos, como el splicing alternativo y las transcripciones intergénicas, los patrones complejos de regulación dispersa, junto con la conservación no génica y la abundancia de RNAs no codificantes. GENCODE se dedica a construir una enciclopedia de genes y variantes genéticas, por lo que encontrar una noción actualizada del concepto de “gen” se presenta como un reto para el proyecto.

### Pseudogenes
Los pseudogenes tienen secuencias de DNA que son similares a las de genes codificantes funcionales, pero sus tránscritos normalmente se identifican con un cambio en la pauta de lectura o una deleción, y son generalmente anotados como producto de genes codificantes en la mayoría de bases de datos genéticos. De todos modos, análisis recientes de pseudogenes retrotranspuestos han encontrado que algunos de ellos se expresan y son funcionales, y de hecho tienen un impacto funcional o regulatorio en la biología humana. Para lidiar con las incógnitas y la complejidad que rodean a los pseudogenes, GENCODE ha creado una ontología de pseudogenes combinando métodos automáticos, manuales y experimentales para asociar una variedad de propiedades biológicas (secuencia, características, evolución y potencial función) a los pseudogenes.

## Proyectos Relacionados

### ENCODE
La ENCyclopedia Of DNA Elements (ENCODE) es un consorcio de investigación pública lanzado por el National Human Genome Research Institute (NHGRI) en septiembre de 2003 (en fase piloto). La meta de ENCODE es construir una lista exhaustiva de elementos funcionales en el genoma humano, incluyendo elementos que actúan a nivel de las proteínas y el RNA, y elementos regulatorios que controlan las células y las circunstancias en las que un gen determinado se encuentra activo. El análisis de la información durante la fase piloto (2003-2007) fue coordinado por el grupo Ensembl, un proyecto conjunto entre el EBI (del inglés European Bioinformatics Institute) y el Wellcome Trust Sanger Institute. Durante las fases piloto y de desarrollo inicial de tecnologías, 44 regiones (aproximadamente el 1% del genoma humano) fueron seleccionadas para ser analizadas usando una variedad de métodos experimentales y computacionales. Toda la información producida por investigadores de ENCODE y los resultados del análisis del proyecto ENCODE entre 2003 y 2012 se encuentran en el navegador de genomas y la base de datos de la UCSC. Los resultados a partir de 2013 se encuentran libremente disponibles para ser descargados y analizados en el portal del proyecto ENCODE. Para anotar toda la evidencia basada en rasgos genéticos (genes, tránscritos, secuencias codificantes, etc.) en la totalidad del genoma humano con gran precisión, el consorcio ENCODE creó el subproyecto GENCODE.

### Proyecto Genoma Humano
El Proyecto Genoma Humano fue un esfuerzo internacional de investigación para determinar la secuencia del genoma humano e identificar los genes que contiene. El proyecto fue coordinado por los National Institutes of Health y el departamento de energía de los Estados Unidos. También hubo contribuciones adicionales de varias universidades a lo largo de los Estados Unidos, y algunos participantes internacionales en Reino Unido, Francia, Alemania, Japón y China. El Proyecto Genoma Humano empezó formalmente en 1990 y fue completado en 2003, 2 años antes de lo previsto. Tras la publicación de la secuencia completa del genoma humano en abril del 2003, la comunidad científica aumentó sus esfuerzos para explorar toda la información disponible, buscando pistas para entender cómo funciona el cuerpo humano en un estado fisiológico y patológico. Un requerimiento básico para la comprensión de la biología humana es la habilidad para identificar y caracterizar los elementos funcionales basados en la secuencia a través de la experimentación y el análisis computacional. En septiembre de 2003, el NHGRI introdujo el proyecto ENCODE para facilitar la identificación y el análisis del set completo de elementos funcionales en la secuencia del genoma humano.

## Subproyectos

### Ensembl
Ensembl es parte del proyecto GENCODE, ya que ha jugado un papel esencial para la obtención de anotación automática en el constructo del genoma humano de referencia, y para unir su anotación con la anotación manual del equipo HAVANA. Para la anotación del genoma humano, Ensembl utiliza los datos de GENCODE.

### Diseño de microarrays para la expresión de lncRNA
Una investigación clave en el área del proyecto GENCODE fue la significancia biológica de los lncRNA. Para entender mejor su expresión en humanos, GENCODE creó un subproyecto para desarrollar plataformas de microarray capaces de cuantificar los tránscritos en la anotación de lncRNAs en GENCODE. Algunos de los diseños se generaron mediante el sistema eArray de Agilent Technologies, y se encuentran disponibles en el formato estándar Agilent.

### RGASP
RGASP es el RNA-seq Genome Annotation Assesment Project, un proyecto diseñado para demostrar la efectividad de varios métodos computacionales en obtener un RNA-seq de calidad. Los objetivos principales de RGASP son: la evaluación no sesgada del alineamiento de RNA-seq, la caracterización de software de tránscritos (descubrimiento, reconstrucción y cuantificación), y la determinación de la factibilidad de las anotaciones automatizadas de genoma basadas en la secuenciación del transcriptoma.
RGASP se organiza en un marco de trabajo de consorcio modelado después del taller EGASP (ENCODE Genome Annotation Assessment Project) de predicción de genomas, y se han llevado a cabo dos rondas de talleres para abordar distintos aspectos del RNA-seq, así como cambiar tecnologías de secuenciación y formatos. Uno de los descubrimientos principales de estas dos rondas del proyecto fue la importancia del alineamiento de los fragmentos para la calidad de las predicciones producidas. Además, una tercera ronda de talleres RGASP se llevó a cabo en 2014 para centrarse en el mapeado del genoma.